# Veterinärmedizinische Universität Brünn
Die Veterinärmedizinische Universität Brünn (tschechisch Veterinární univerzita Brno, englisch University of Veterinary Sciences Brno) in Brünn ist eine Hochschule für Veterinärmedizin.

## Geschichte
Die Universität wurde als Tiermedizinische Hochschule 1918 gegründet und war die erste Neugründung der Tschechoslowakei nach dem Ersten Weltkrieg. Vorbild war die Tiermedizinische Hochschule Wien, die heutige Veterinärmedizinische Universität Wien. Gründungsdirektor war Prof. Edward Babák. 1919 arbeitete die Hochschule in 18 Fachbereichen und Kliniken. Von 1952 bis 1968 wurde die Tiermedizinische Hochschule der Brünner Universität für Landwirtschaft unterstellt.
1994 wurde die Tiermedizinische Hochschule in Veterinärmedizinische und Pharmazeutische Universität Brünn umbenannt. Bereits 1992 wurde das Institut für veterinärmedizinische Weiterbildung gegründet. Im Jahr 2020 wurde die Pharmazeutische Fakultät in die Masaryk-Universität überführt, und 2021 wurde der Hinweis auf Pharmazie aus dem Namen der Universität entfernt.
Das Kaunitz-Wohnheim (Kounicovy studentské koleje) wurde 1922/1923 erbaut und nach dem Grafen Kaunitz (Václav Robert hrabě z Kounic) benannt. Seit 1978 sind die Gebäude ein Nationales Kulturdenkmal.
Die VFU ist Herausgeber des Wissenschaftsmagazins "Acta Veterinaria Brno".

## Fakultäten
- Veterinärmedizinische Fakultät
- Fakultät für Veterinärhygiene und -ökologie

## Institute
- Institut für veterinärmedizinische Weiterbildung
- Institut für Weiterbildung und Informatik
- Institut für Fremdsprachen und Geschichte der Veterinärmedizin
- Institut für Informationstechnologien
- Institut für Wildlife Ecology
- Institut für Sport- und Bewegungswissenschaften
- Universitätsbibliothek